# Julio de España Moya
Julio Francisco de España Moya (Alacant, 1947) és un metge i polític valencià, rebesnet d'un alcalde d'Alacant.

## Biografia
És llicenciat en Medicina i Cirurgia, especialitzat en Medicina Interna i Gastroenterologia, per la Universitat de València. Ha treballat com a metge especialista adjunt en l'Hospital d'Alacant i fou president del Sindicat Lliure de Metges.
Militant del Partit Popular des de 1990 de la mà d'Eduardo Zaplana, fou regidor de l'ajuntament d'Alacant el 1991-2003, diputat a la Diputació d'Alacant el 1993-2003 (fou president de la Diputació el 1995-2003). També fou diputat per la província d'Alacant a les eleccions generals espanyoles de 1993, però va dimitir al cap de poc i fou substituït per Francisco Vicente Murcia Barceló. També fou elegit diputat a les eleccions a les Corts Valencianes de 2003, ocupant la presidència de les Corts Valencianes fins al 2007.
Actualment és senador al Senat espanyol per designació de les Corts Valencianes des de 2007 renovant el mandat el 2008 i el 2011.